# Upplands runinskrifter 315
Upplands runinskrifter 315 är en nu försvunnen vikingatida runsten som funnits i Harg, Skånela socken och Sigtuna kommun. Stenen ristades av runristaren Öpir under 1000-talets senare hälft.

## Inskriften
Translitterering av runraden:
[kunar · sun · farulfs litu uk ' hulmtis ' kerþu × mirki · eftir þorþ ' sun ' sin in ' ybiʀ ' risti]
Normalisering till runsvenska:
Gunnarr, sunn Farulfs, letu ok Holmdis gærðu mærki æftiʀ Þorð, sun sinn. En Øpiʀ risti.
Översättning till nusvenska:
Gunnar, Farulvs son, och Holmdis gjorde minnesmärket efter Tord, sin son. Och Öpir ristade.
Antagligen är det samma Tord, som är nämnd på U 316, och samma Gunnar Farulvsson och Holmdis, som är nämnda på U 312.